# Ictinia
Genre
Le genre Ictinia regroupe deux espèces de rapaces.

## Liste des espèces
D'après la classification de référence (version 14.1, 2024) de l'Union internationale des ornithologues, il y a 2 espèces du genre Ictinia (ordre philogénique) :
- Ictinia mississippiensis (Wilson, A, 1811) – Milan du Mississippi ;
- Ictinia plumbea (Gmelin, JF, 1788) – Milan bleuâtre.